# ديفيد ستراود
ديفيد ستراود (بالإنجليزية: David Stroud)‏ هو لاعب كرة قدم بريطاني في مركز الوسط، ولد في 10 نوفمبر 1987 في سويندون في المملكة المتحدة. لعب مع سويندون تاون.

## وصلات خارجية
- ديفيد ستراود على موقع قاعدة بيانات كرة القدم.إي يو (الإنجليزية)
- ديفيد ستراود على موقع Soccerbase.com (لاعب) (الإنجليزية)